# Yasuhiro Hato
Pour les articles homonymes, voir Hato.
Yasuhiro Hato (波戸 康広, Hato Yasuhiro) est un footballeur japonais né le 4 mai 1976 dans la préfecture de Hyogo au Japon.